# Hymenaster lamprus
Hymenaster lamprus is een zeester uit de familie Pterasteridae.
De wetenschappelijke naam van de soort werd in 1923 gepubliceerd door Hubert Lyman Clark.